# Lago Oberpfuhl
El lago Oberpfuhl (en alemán: Oberpfuhl) es un lago situado al norte de la ciudad de Berlín, en el distrito rural de Alto Havel —junto a la frontera con el estado de Mecklemburgo-Pomerania Occidental—, en el estado de Brandeburgo (Alemania); tiene un área de 69.6 hectáreas y una profundidad máxima de 6 metros.